# Хрещення Христа (Вероккіо і Леонардо)
«Хре́щення Христа́» (італ. Battesimo di Cristo) — картина італійського художника Андреа дель Верроккіо, а також його учня Леонардо да Вінчі. Вона була закінчена приблизно до 1475. Знаходиться в галереї Уффіці у Флоренції.
Картина замовлена бенедиктинським монастирем валомброзіанів Сан-Сальви, де й перебувала до 1530.
Частина картини (деякі елементи пейзажу і світловолосий ангел зліва) написані Леонардо. Деякі критики вважають, що другого ангела написав Сандро Ботічеллі. З ангелом Леонардо пов'язана знаменита легенда про «переможеного вчителя». Відповідно до неї, Верроккіо був настільки вражений майстерністю учня, що закинув пензель. Фоном роботи є намальована гора Сан-Мартіно на озері Комо, ймовірно, написана в Лієрні.
В «Хрещенні Христа» Леонардо да Вінчі розвиває традиції кватроченто, підкреслюючи плавну об'ємність форми м'якою світлотінню, іноді оживляючи обличчя малопомітною посмішкою; він перетворює релігійний сюжет у дзеркало різноманітних людських емоцій, розробляючи новаторські методи у попередньому малюнку. Фіксуючи результати численних спостережень в ескізах і натурних штудіях, виконаних у різних техніках (олівець, срібний олівець, сангіна, перо та інші), Леонардо да Вінчі добивається великої гостроти в передачі міміки обличчя, а фізичні особливості і руки людського тіла приводить в ідеальну відповідність з духовною атмосферою композиції.